# NX NoMachine
NX NoMachine — проект итальянской компании Medialogic S.p.A. представляет собой вариант дистанционной работы. Как и в случае проекта VNC, NoMachine использует в своей работе два базовых компонента: виртуальный сервер (NX сервер) и клиент (NX клиент). NX сервер работает под управлением Unix-подобных операционных систем, хотя существуют экспериментальные сборки для платформы win32 (c использованием Cygwin). Клиент NX протестирован и может работать в большинстве версий Microsoft Windows, многих дистрибутивах Linux и в Sun Solaris 9. Пользовательский интерфейс клиента NX для различных платформ выдержан в одном стиле, что значительно облегчает его использование в различных программных средах. В зависимости от доступного сервера NX клиент может работать по протоколу RDP, VNC или использовать Х-протокол. Для повышения уровня безопасности используется SSH и SSL, что особенно актуально при работе через Интернет.
Проект NoMachine нельзя рассматривать как результат частного усовершенствования существующей технологии удаленного доступа к ресурсам сервера. NX является самодостаточным программным комплексом, который предоставляет полный спектр управления удаленным компьютером, включая такие функции, как доступ к общим каталогам и принтерам, поддержку мультимедиа.
Возможности проекта NoMachine достаточно широки и не заканчиваются удаленным доступом и администрированием. Например, можно в одном сеансе GNU/Linux запустить из оконного менеджера KDE окно GNOME сессии. Тонкая настройка NX клиента позволяет использовать данную технологию на различных типах сетевых подключений, включая аналоговый модем, ADSL и LAN, применять внешний сервер шрифтов и выбирать типы передачи графических изображений. На практике это означает, что производительность NX клиента можно оптимизировать для конкретной ситуации сеанса удаленного доступа. Благодаря проекту Thinstation можно использовать NX клиент на бездисковых рабочих станциях.
Многие продукты NoMachine распространяются как shareware, но есть и freeware версии с малой функциональностью.